# Rathaus Friedenau
Das Rathaus Friedenau ist ein Verwaltungsgebäude, das in dem zum siebten Berliner Verwaltungsbezirk Tempelhof-Schöneberg gehörenden Ortsteil Friedenau liegt. Errichtet von 1913 bis 1916 nach Entwürfen Hans Altmanns im Stil des Neobarock, wurde das Gebäude 1917 als Rathaus der ehemals selbstständigen Landgemeinde Friedenau eingeweiht. Nach erheblichen Beschädigungen im Zweiten Weltkrieg wurde die zum Breslauer Platz ausgerichtete Hauptfassade vereinfacht wiederaufgebaut.

## Lage

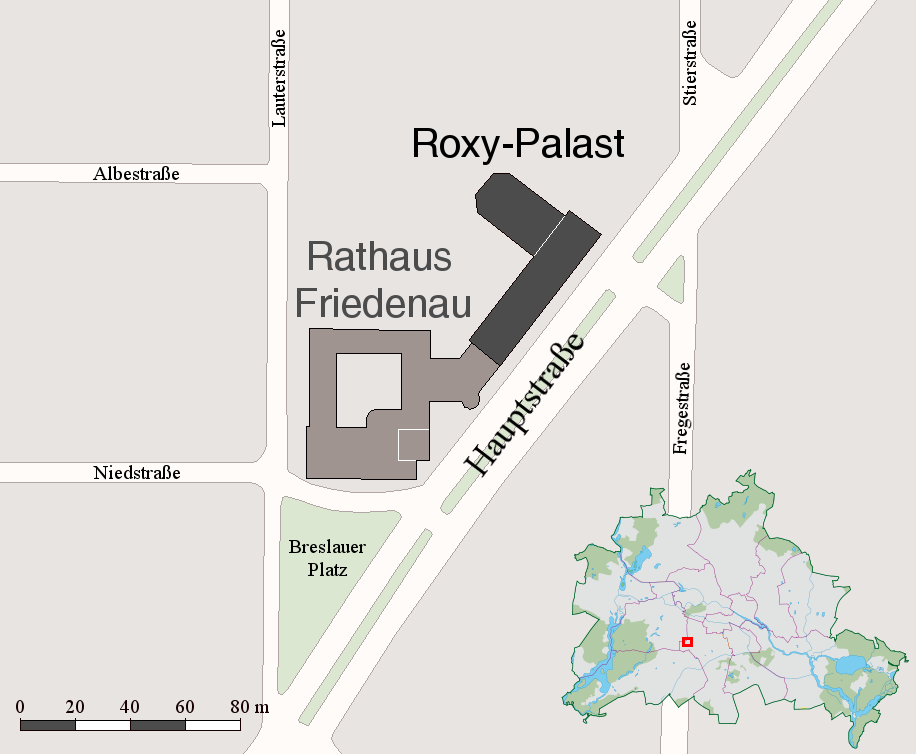
Lage des Rathauses Friedenau und dem angrenzenden Roxy-Palast

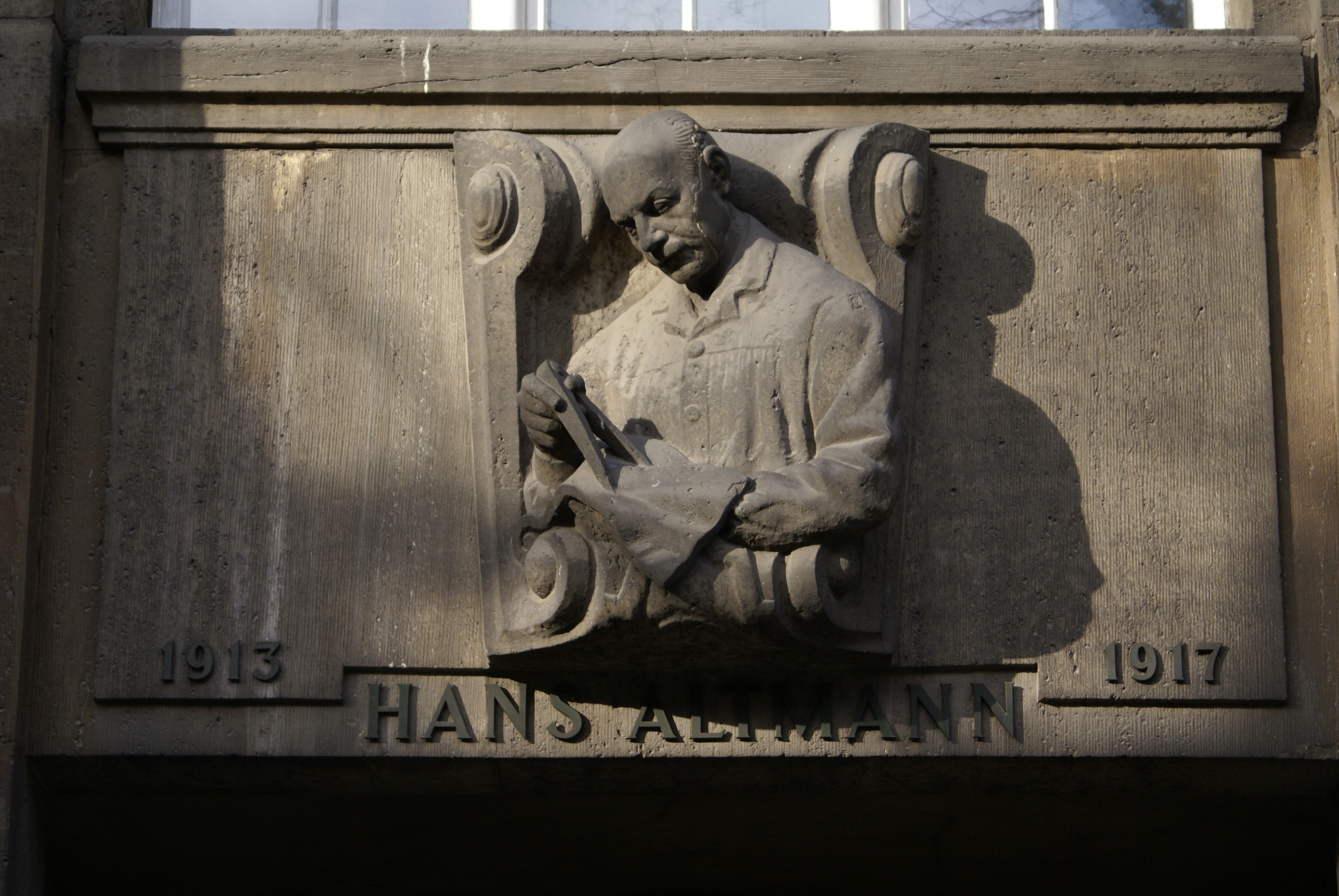
Detail am Rathaus: Relief des Architekten Hans Altmann

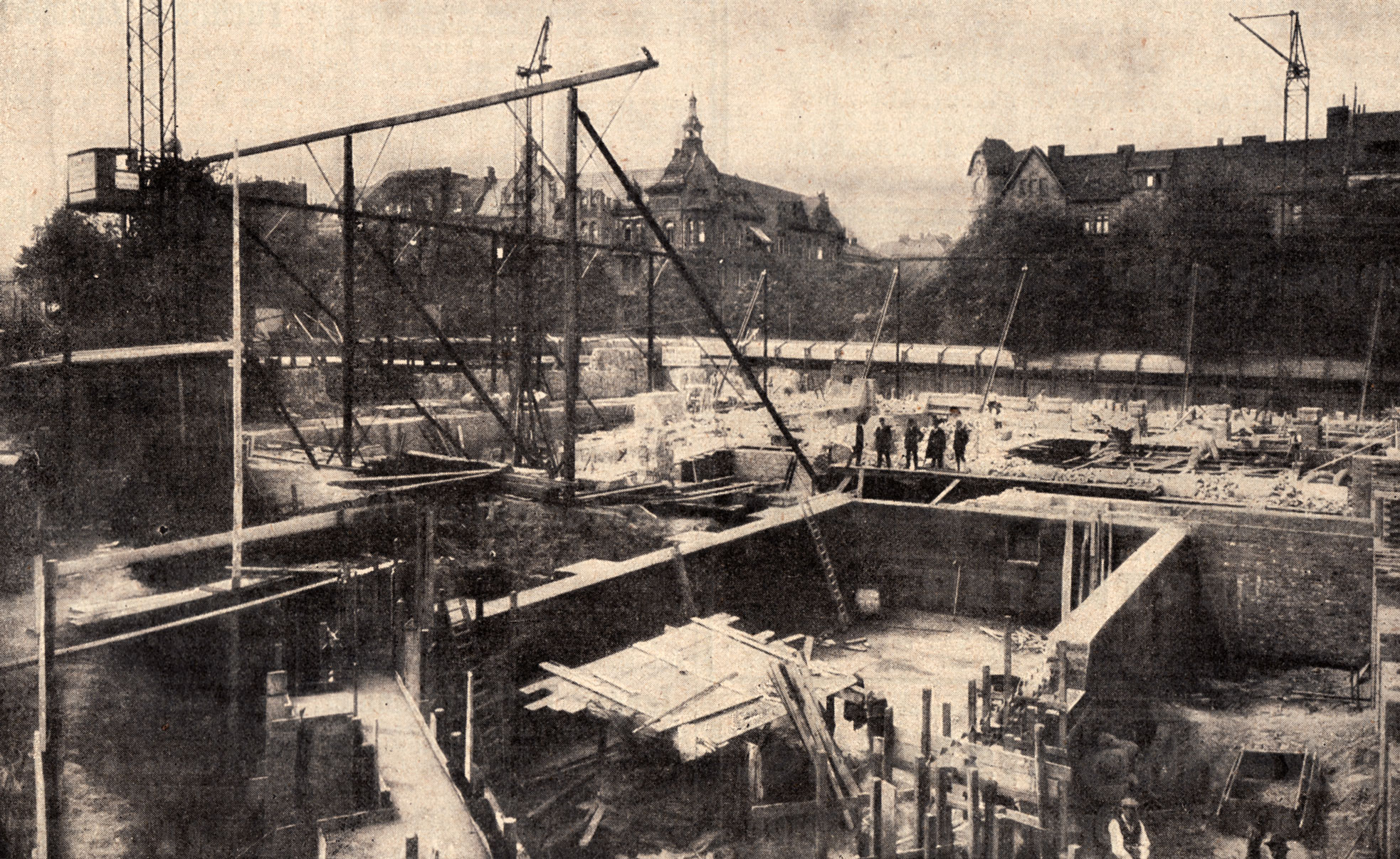
Die Baustelle des Rathauses 1914

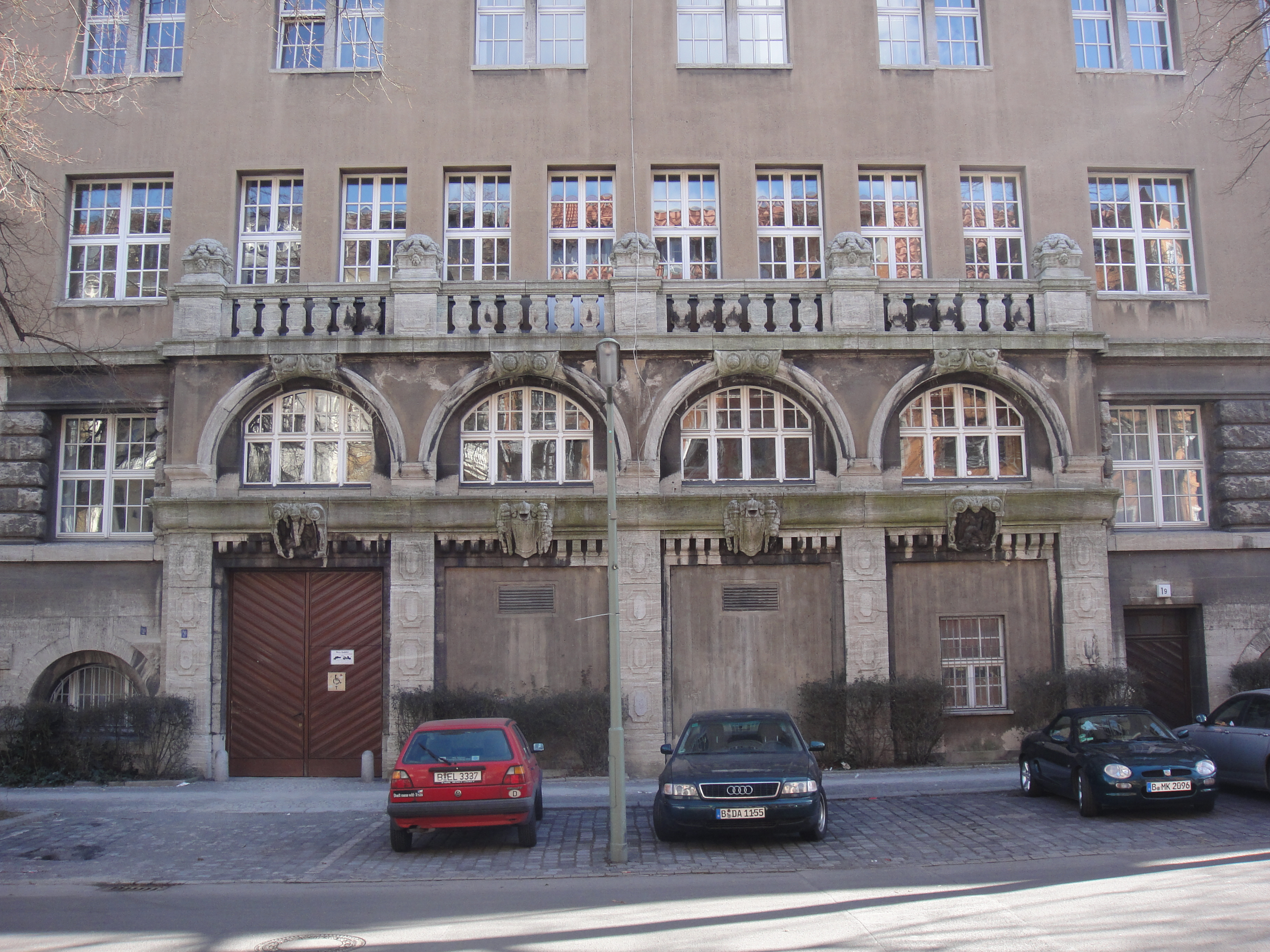
Ehemalige Feuerwache im Rathaus

Das Rathaus liegt am Übergang der Rhein- zur Hauptstraße Ecke Nied- und Lauterstraße. Ursprünglich sollte es am nahe gelegenen Wilmersdorfer Platz (heute: Renée-Sintenis-Platz) errichtet werden. Nach langen Diskussionen erhielt dann aber das Gelände am damaligen Lauterplatz den Zuschlag (benannt nach der Lauter, einem linken Nebenfluss des Rheins). Der Lauterplatz behielt bis 1961 seinen Namen und wurde dann in Breslauer Platz umbenannt.

## Geschichte
Die Grundsteinlegung für das von dem Architekten Hans Altmann entworfene Gebäude erfolgte am 13. Oktober 1913, im Kriegsjahr 1916 wurde es fertiggestellt und offiziell 1917 eröffnet. Der historistische Baustil greift vor allem Elemente aus dem Neobarock auf. Das Rathaus wurde für die Verwaltungsaufgaben der damals selbstständigen Landhauskolonie Friedenau erbaut. Der Bau wurde erforderlich, weil aufgrund der im Jahr 1892 erlassenen Bauordnung die Bevölkerungszahl Friedenaus erheblich anstieg. Die daraus resultierenden kommunalen Aufgaben konnten durch das neue Rathaus nunmehr direkt erledigt werden.
Bei der Planung des Rathauses wurde in der Lauterstraße die damals neue Friedenauer Feuerwache vorgesehen. Bis heute sind die Zufahrten der Löschfahrzeuge noch vorhanden. Der Fassadenschmuck an ihren Bögen besteht aus vier Halbreliefs, die Motive aus dem Feuerwehralltag zeigen. Die Feuerwache ist heute nicht mehr in Betrieb.
Mit der Bildung der Einheitsgemeinde Groß-Berlin 1920 verlor Friedenau seine kommunale Selbstständigkeit und gehörte fortan zum Bezirk Schöneberg. Das Rathaus diente nunmehr Verwaltungszwecken innerhalb des neuen Bezirksamtes.
Nach dem Zweiten Weltkrieg war Friedenau vom 29. April bis zum 30. Juni 1945 unter sowjetischer Besatzung und wurde in dieser Zeit von hier aus als eigenständiger 21. Berliner Bezirk von dem Kommunisten Willy Pölchen als Bezirksbürgermeister verwaltet. Nach der Aufteilung der Berliner Bezirke unter den alliierten Siegermächten gehörte Friedenau wieder als Ortsteil zum Bezirk Schöneberg, der von 1945 bis 1990 zum amerikanischen Sektor zählte und im Jahr 2001 mit dem Bezirk Tempelhof zum neuen Bezirk Tempelhof-Schöneberg vereinigt wurde.
Das im Zweiten Weltkrieg erheblich beschädigte Gebäude wurde zwischen 1950 und 1956 wieder aufgebaut. Dabei wurden insbesondere die Fassaden des zum Breslauer Platz hin gelegenen Kopfbaus stark vereinfacht. Das Rathaus zeigte ursprünglich ein niedriges Souterrain mit halbkreisförmigen Fenstern, darüber im Hochparterre bandartig gereihte Fenster, die von Pilastern unterbrochen wurden. Über einem kräftigen Gurtgesims erhoben sich die Hauptgeschosse, die an der Hauptfront zum Breslauer Platz von viergeschossigen Runderkern mit Ziegelhauben eingefasst wurden. Das Portal wurde von einem dorischen Säulenportikus gerahmt, der einen Altan trug, der dem dreiachsigen Erker vor dem Sitzungssaal vorgelagert war. Die Platzfront wurde zwischen den Runderkern durch einen dreiachsigen Quergiebel überhöht, der von einem Rundbogen mit dem Wappen Friedenaus bekrönt war.
Beim Wiederaufbau wurde auf Runderker, Säulenportal, Mittelerker und Quergiebel verzichtet; eine gleichförmige, neoklassizistisch anmutende Fassade mit Doppelfenstern wurde anstelle der einstmals sehr lebendigen und plastischen Platzfront errichtet. In der ursprünglichen Gestaltung erhalten geblieben sind die zur Hauptstraße und zur Lauterstraße hin gelegenen Fassaden der Seitenflügel sowie der 71 Meter hohe Turm, der eine weithin sichtbare städtebauliche Landmarke bildet.
Ab der Bezirksreform im Jahr 2001 waren durch die derzeitige kommunale Struktur des Bezirks Tempelhof-Schöneberg ausgegliederte Senatsabteilungen im Rathaus Friedenau tätig.
Seit Februar 2016 beherbergt das Rathaus Friedenau bis zu 319 geflüchtete Frauen und Kinder aus rund 45 Nationen. Das zuletzt ansässige Jugendamt zog in die Rathausstraße im Ortsteil Mariendorf um. 
Auf dem dem Rathaus vorgelagerten dreieckigen Breslauer Platz findet seit 1881 regelmäßig (mittwochs, donnerstags und samstags) ein Wochenmarkt statt. Er ist damit der älteste Wochenmarkt Berlins. Der Platz wurde zu Gründungszeiten des Rathauses wegen seines Baumbestandes als Wäldchen, mitunter auch als Schulplatz, bezeichnet.